# Cambio moglie
Cambio moglie è un programma televisivo italiano di genere docu-reality ispirato al format britannico Wife Swap, in onda su Fox Life dal maggio 2004, e dall'anno successivo su SKY Vivo e LA7. La quinta stagione del programma è stata trasmessa nel 2008. Dal dicembre 2009 va in onda in replica anche su Cielo. Dopo dodici anni, a partire dal 20 maggio 2020, il programma è tornato in onda sul Nove in prima serata.

## Il programma
Lo show segue le vicende di due mogli che per una settimana si scambiano reciprocamente la vita, quindi mariti, figli, lavori, senza sapere niente su come saranno le loro nuove abitudini. Gli autori del programma, dopo aver fatto le selezioni, scelgono per ogni puntata una coppia di donne e le rispettive famiglie, facendo attenzione al fatto che siano molto diverse tra loro (per esempio una famiglia del nord con una del sud Italia, una famiglia con molti figli e una senza prole, una famiglia con tanti animali e una senza) proprio per evidenziare i possibili disagi delle protagoniste venendo a contatto con il nuovo ambiente; questi disagi possono far nascere dei contrasti, ma allo stesso tempo essere di insegnamento.
Ognuna delle due donne, prima di partire, lascia un manuale (il "manuale della casa") che dovrà essere letto con cura dalla nuova moglie.
Nei primi 3 giorni di ospitalità, le mogli devono seguire le regole già vigenti nelle loro nuove case. Al quarto giorno, invece, dovranno riunire tutta la nuova famiglia e imporre a tutti i componenti nuove regole, disposizioni e addirittura rinnovare l'arredamento di casa.
Al settimo giorno, subito dopo il rientro a casa delle due protagoniste, avviene un faccia a faccia tra le coppie di mogli e mariti che dovranno discutere di tutto quel che hanno vissuto durante la loro particolare avventura.
Ogni puntata dura circa 60 minuti, non vi sono né vincitori né vinti e ogni puntata è montata in modo da mostrare al pubblico i momenti più interessanti dell'esperienza delle due protagoniste. Le puntate sono tutte commentate da una voce fuori campo e consistono nella sola riproposizione delle immagini registrate, senza un conduttore o uno studio televisivo.
La voce del commentatore è quella di Giorgio Melazzi.

## Parodie
Il programma è stato parodiato durante la sesta stagione della serie televisiva Un medico in famiglia, precisamente nella dodicesima puntata, intitolata Cambio nonno, nella quale nonno Libero (Lino Banfi) era protagonista di un reality show fittizio in cui due nonni si scambiavano le famiglie per alcuni giorni.

## Autori
- Capoprogetto - Sabrina Mancini
- Autori registi - Monia Palazzo, Enrico Levi, Angelo Vitale, Cristina Nutrizio, Mario Andrei, Elena Comoglio, Davide Musicco, Andrea Salomone, Anna Bianco